# Carlos Norman Hathcock
Carlos Norman Hathcock II. (vietnamski vzdevek Long trang, Belo pero), ameriški podčastnik, ostrostrelec, * 20. maj 1942, Little Rock, Arkansas, † 23. februar 1999, Virginia Beach.
Hathcock je trenutno še zmeraj najboljši ameriški ostrostrelec, saj ima potrjenih 93 zadetkov, ki jih je dosegel med vietnamsko vojno. Zaradi tega je Severni Vietnam razpisal na njegovo glavo nagrado 30.000 ameriških dolarjev.